# Eurytoma deserticola
Eurytoma deserticola är en stekelart som beskrevs av Zerova 2004. Eurytoma deserticola ingår i släktet Eurytoma och familjen kragglanssteklar.
Artens utbredningsområde är:
- Turkmenistan.
- Tadzjikistan.

Inga underarter finns listade i Catalogue of Life.